# Gogoșu (Dolj)

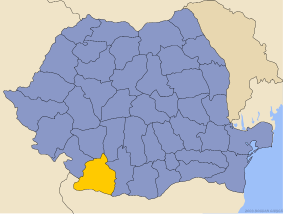
Distrito de Dolj

Gogoşu é uma comuna romena localizada no distrito de Dolj, na região de Oltênia. A comuna possui uma área de 34.27 km² e sua população era de 849 habitantes segundo o censo de 2007.